# Suregada boiviniana
Suregada boiviniana är en törelväxtart som beskrevs av Henri Ernest Baillon. Suregada boiviniana ingår i släktet Suregada och familjen törelväxter.
Artens utbredningsområde är Madagaskar.

## Underarter
Arten delas in i följande underarter:
- S. b. boiviniana
- S. b. grandifolia
- S. b. meridionalis